# Księga chmur
Księga chmur – trzeci album zespołu Osjan nagrany w styczniu 1979 i wydany w tym samym roku przez Polskie Nagrania "Muza". Reedycja płyty na CD ukazała się w 2006 nakładem wydawnictwa Milo Records.

## Lista utworów
| 1. | "Rozdział I" (J. Ostaszewski)   | 10:13 |
|    |                                 |       |
| 2. | "Rozdział II" (Z. Kaczmarski)   | 8:53  |
|    |                                 |       |
| 3. | "Rozdział III" (J. Ostaszewski) | 11:05 |
|    |                                 |       |
| 4. | "Rozdział IV" (T. Hołuj)        | 4:17  |
|    |                                 |       |
| 5. | "Rozdział V" (M. Kurtis)        | 4:12  |
|    |                                 |       |
|    |                                 | 38:40 |
|    |                                 |       |

## Skład
- Jacek Ostaszewski – flety proste, kaya-kum (gayageum), kontrabas, instr. perkusyjne, głosy
- Tomasz Hołuj – finger piano, ksylofon, garnki strojone z Olkusza, instr. perkusyjne, głosy
- Zygmunt Kaczmarski – skrzypce, instr. perkusyjne, głosy
- Dimitros Milo Kurtis – sitar, instr. perkusyjne, głosy
- Radosław Nowakowski – bongosy, instr. perkusyjne, głosy

gościnnie
- Anna Preisner – wokaliza ("Rozdział I")
- Jacek Dobrowolski – efekty głosowe, krzyki, gwary
- Piotr Rodowicz – kontrabas arco
- Lidia Matłacz – tampura
- Paweł Jastrzębski – kontrabas
- grupa "Aura"
- grupa wokalna "Boom"
- śpiewacy z Teatru Wielkiego w Warszawie (tonus finalis w "Rozdziale I, II i V")

realizacja
- Hanna Jastrzębska-Marciszewska – realizacja nagrań

## Wydania
- 1979 Polskie Nagrania "Muza" (SX 1777)
- 2006 Milo Records (MR110)